# Planting-Bergloo
Planting-Bergloo eller Planting-Berglod är en svensk adelsätt.
Ätten uppges härstamma från Tyskland där en Johan Planting ska ha levat innan han inkom till Sverige under början av 1600-talet. Han hade två söner, Johan och Anders Planting. Den senare av dessa gjorde karriär i armén och fick slutligen titeln generalmajor av kavalleriet innan han blev guvernör över Ösel och Arensborg samt Wismar. År 1655 adlades han med namnet Planting-Bergloo, introducerades på nummer 628, samt skrev sig till Frösön och Sempten. Hans hustru var Catharina Margareta Dietritz som kom från Tyskland. De fick två döttrar och en son. Döttrarna gifte sig Werdenhoff och Wolff von Kalkreuth. Sonen Anders Planting-Bergloo var fänrik vid svenska livgardet, men flydde landet och förklarades biltog efter en duell. Därmed utgick den adliga ätten 628 på svärdssidan.
Johan Planting var gravör vid Avesta bruk och pitscherstickare i Stockholm, och blev far till Michaël Planting som liksom sin farbror ovan inträdde i armén där han slutligen blev generalmajor. Farbrodern begärde att han skulle få uppta dennes adliga namn, vilket beviljades år 1682 varefter ätten introducerades på nummer 1016. Michaël Planting-Bergloo var gift två gånger men fick bara barn i första äktenskapet, med Armika Skeckta vars mor var en Norfelt. Döttrarna gifte sig med en ofrälse Gropman, Ulfsparre af Broxvik, Trafvenfelt och Hammarsköld. Ätten fortlevde på svärdssidan med endast en son, kaptenen vid Jämtlands regemente Carl Planting-Bergloo, gift med Hedvig Magdalena Hammarsköld vars mor var en Ulfsparre af Broxvik.
Ätten delades härefter i två grenar varav den äldre grenen fortlever. Den äldre grenen härstammar från kaptenen Alexander Magnus, gift ofrälse med en Åman, och sedermera dennes ättling kaptenen Nils Axel Planting-Bergloo, gift Poignant vars mor var en Bure.
Ätten har möjligen samma ursprung som den utslocknade ätten Loberg.